# Beat Emanuel von May
Beat Emanuel von May (* 30. Juni 1734 in Romainmôtier; † 10. Februar 1802 in Bern) war schweizerischer Militärschriftsteller, Militär und Historiker.

## Leben
Er entstammt der Berner Patrizierfamilie May. Seine Eltern waren der Oberstleutnant in holländischem Militärdienst Emanuel von May (* 1676; † 1741) und dessen Ehefrau Rosina, geb. Morlot. Sein Vater wurde später bernischer Landvogt in dem aufgehobenen Kloster Romainmôtier, daher erhielt er den Namen May von Romainmotier.
May wurde in Deutschland erzogen und trat dann in französischen Kriegsdienst. Er verlor dort sein Vermögen und sah sich 1772 gezwungen, in die Schweiz zurückzukehren. Dort heiratete er 1774 gegen den Willen seiner Familie. Um Geld zu verdienen, arbeitete er dann als Landschreiber in Fraubrunnen. Er beschäftigte sich mit geschichtlichen Studien und schrieb in französischer Sprache. Er erlebte die Französische Revolution und deren Folgen für die Schweiz. Er starb hier 1802.

## Familie
May heiratete 1774 Anna Maria Rosina Römer († Mai 1794), Tochter des Badewirts im Marzili. Das Paar hatte mehrere Kinder:
- Maria Julia (* 28. August 1773; † 16. Oktober 1835)
- Karl Emanuel (* 30. Oktober 1774; † 9. Mai 1851), Major in englischen Diensten ⚭ Elisabeth Joliffe, verwitwete Webber (* 28. August 1784; † 19. April 1857), Eltern von Sophie von Erlach
- Rudolf Gottlieb (* 2. August 1778; † 10. Februar 1848), Offizier in englischen Diensten im Regiment de Meuron ⚭ Maria Angelika Monroe (* 1796)
- Julia Marianne (1779–1835)
- Caroline Margaretha (* 28. Juli 1782; † 19. September 1839)
- Maria Anna Salome (* 10. August 1785; † 1812)
- Johanna Sophia (* 29. Juli 1787) ⚭ 1812 Friedrich Jobusch
- Ludovika Caroline (* 16. November 1792; † 6. Oktober 1876)

## Werke
- "Histoire militaire des Suisses Dans les différens Services de l'Europe";
 2 Bände in der 1. Auflage, 8 in der 2. Auflage
  - 1772: Band 1, Band 2
  - 1788: Band 1, Band 2, Band 3, Band 4, Band 5, Band 6, Band 7, Band 8

Ferner hinterliess er Manuskripte einer Geschichte der Reformation und Aufzeichnungen über die Kriegsereignisse von 1798 bis zum Frieden von Lunéville.